# ۲۰۳۰ (میلادی)
۲۰۳۰ (میلادی) ۲۰۳۰مین سال تقویم میلادی است.

## رویدادهای پیش‌بینی‌شده و برنامه‌ریزی‌شده
- طبق برآوردهای سازمان ملل متّحد، جهان حدّاقل به ۵۰ درصد غذای بیشتر، ۴۵ درصد انرژی بیشتر، و ۳۰ درصد آب بیشتر نیاز خواهد داشت.
- آژانس کاوش‌های هوافضای ژاپن یک پایگاه ماهی سرنشین‌دار خواهد ساخت.
- مأموریّت سرنشین‌دار برنامه‌ریزی‌شدهٔ روسیه برای سفر به ماه
- بیشتر خودروهای نیوزیلند دوگانه، زیست‌سوخت، یا برقی خواهند بود.
- مشارکت انتفاعی میان گروه فولکس‌واگن چین و شرکت صنایع خودروسازی شانگهای به پایان خواهد رسید.
- به‌گفتهٔ جورج فریدمن، به‌علّت کاهش نرخ زادوولد تا سال ۲۰۳۰ «کشورهای پیشرفتهٔ جهان برای جذب مهاجران به رقابت خواهند پرداخت».
- پیش‌بینی‌شده که در سال ۲۰۳۰ در کشورهای توسعه‌یافته تعداد ربات‌ها از انسان‌ها بیشتر خواهد بود.
- عربستان سعودی آخرین مورد از ۱۶ رآکتور هسته‌ای برنامه‌ریزی‌شده را خواهد ساخت.
- پیش‌بینی می‌شود که تا سال ۲۰۳۰ سیدنی یک شبکهٔ تراموای کامل داشته‌باشد.
- پیش‌بینی می‌شود که در سال ۲۰۳۰ کنیا به یک کشور توسعه‌یافته تبدیل شود.
- رایانه‌هایی با ظرفیت ذخیره‌سازی دیسک سخت برابر ۶۰ ترابایت در دسترس عموم خواهند بود.